# جامعة دهوك التقنية
جامعة دهوك التقنية هي جامعة تقنية وتعتبر الجامعة التقنية الوحيدة في محافظة دهوك .

## التاريخ
يرجع تاريخها إلى تأسيس معهد دهوك التقني في عام 1988 في مدينة دهوك ، تليها إنشاء جامعات أخرى إلى ستة احياء مُجاورة، وهي عقرة، العمادية، البردرش، وشيخان وزاخو وسنجار.
في عام 2012 تم افتتاح جامعة دهوك التقنية تشمل ثمانية معاهد وأربع كليات تقنية.

## الكليات
كليات جامعة دهوك:
- الكلية التقنية الهندسية
- الكلية التقنية الادارية
- الكلية التقنية الصحية / شێخان
- الكلية التقنية ئاكرێ
- كلية انفورماتیك التقنية في ئاكرێ
- الكلية التقنية لعلوم النفط والمعادن /زاخو

## المعاهد
معاهد جامعة دهوك:
- المعهد التقني الإداري دهوك
- المعهد التقني دهوك
- المعهد التقني عقرة (ئاكري)
- المعهد التقني شيخان
- المعهد التقني العمادية(ئاميدي)
- النعهد التقني بردرش
- المعهد التقني زاخو
- المعهد التقني شنكال

## وصلات خارجية
dpu.edu.krd